# Sānkrāil
Sānkrāil är en ort i Indien.   Den ligger i distriktet Haora och delstaten Västbengalen, i den östra delen av landet, 1 300 km sydost om huvudstaden New Delhi. Sānkrāil ligger 6 meter över havet och antalet invånare är 25 590.
Terrängen runt Sānkrāil är mycket platt. Runt Sānkrāil är det mycket tätbefolkat, med 8 045 invånare per kvadratkilometer. Närmaste större samhälle är Calcutta, 12,6 km öster om Sānkrāil. Trakten runt Sānkrāil består till största delen av jordbruksmark.